# Kome zvono zvoni
Kome zvono zvoni (eng. For Whom the Bell Tolls) je roman Ernesta Hemingwaya, napisan 1939. na Kubi a objavljen 1940., jedno od njegovih najpopularnijih djela. To je povijesno - ljubavni roman koji govori o doživljajima američkog sveučilišnog profesora španjolskog jezika Roberta Jordana, koji sudjeluje u Španjolskom građanskom ratu kao dobrovoljac protiv fašista Francisca Franca, a na strani komunista. Sam roman bazira se na Hemingwayevim iskustvima u Španjolskoj tijekom rata.

## Naslov
Naslov kome zvono zvoni i epigraf je zapravo citat iz zbirke pjesama Meditacije XVII metafizičkog pjesnika Johna Donna iz Londona koji je živio u 16. stoljeću.
U engleskom izdanju romana izdavača Arrow Books iz 2004. epigraf glasi ovako (nije greška, već jezik 16. stoljeća):
No man is an Iland, intire of it self; every man is a peece of the Continent, a part of the maine; if a Clod bee washed away by the Sea, Europe is the lesse, as well as if a Promontorie were, as well as if a Mannor of thy friends or of thine owne were; any means death diminishes me, because I am involved in Mankinde; And therefore never send to know for whom the bell tolls; It tolls for thee.

## Likovi
Robert Jordan, protagonist romana, je mladi američki profesor koji gaji duboku ljubav prema Španjolskoj. Zbog svojih političkih stavova priključuje se republikancima (komunisti). Iako na početku svesrdno podržava njihovu ideologiju, gubi svoje komunističke ideale tijekom rata gdje ima prilike svjedočiti strašnim zločinima na objema suprotstavljenim stranama. Na početku je on izgubljeni čovjek, bez ikakve nade, želje za životom, svrhe, ali kada upoznaje Mariu, s kojom započinje kratku ali intenzivnu vezu, počinje strahovati za svoju sudbinu. No, uspijeva se oduprijeti svojim strahovima i izvršava svoju misiju - rušenje mosta.
María je mlada djevojka koja je proživjela strahote u rukama fašista (uzastopna silovanja, mučenja i poniženja). Ona je ranjiva, puna straha, krhka, ali kroz vezu s Jordanom uspijeva zadobiti samopouzdanje.
Pablo je vođa gerilske skupine u koju dolazi Jordan, uništen čovjek, ostario, pun straha za svoj život, pijanica, ali ipak opasan i ponosan. No, ipak nije u potpunosti negativan lik, njegova hrabrost i autoritet na kraju ipak dolaze do izražaja.
Pilar je Pablova ljubavnica, vrlo snažna i autoritativna žena. Ubrzo nakon Jordanovog dolaska preuzima kontrolu nad grupom.
Anselmo je stari gerilski ratnik koji je vrlo odan, moralan i pun suosjećanja. On predstavlja lojalističke ideale koje Pablo i Jordan često zanemaruju.
El Sordo je vođa susjedne gerilske grupe, star i polugluh, ali odan i hrabar.
Ostali članovi Pablove gerilske grupe: Rafael, Agustin, Fernando, Eladio, Andrés, Primitivo, Joaquin.

## Kratak sadržaj
Robert Jordan je američki profesor čija misija je da digne u zrak most u blizini španjolske pokrajine Segovie, zbog republikanske ofenzive u tom području. Problem je u tome što napad na most mora biti točno tempiran u skladu s ofenzivom. Kroz priču, pratimo Jordana dok se probija noću kroz neprijateljske linije u pratnji Anselma da bi došao do gerilske grupe u planinama Segovie. Tu upoznaje Mariu i zaljubljuje se na prvi pogled, a i ona u njega. No, ta rastuća ljubav ga oslabljuje kao vojnika, jer sada ima zbog čega živjeti, za razliku od prije, te počinje strahovati za svoju budućnost. No, snagom volje uspijeva potisnuti svoje strahove. Tijekom idućih dana, počinje detaljno planirati eksploziju mosta. Sve više dolazi do izražaja sukob Roberta Jordana i Pabla oko mosta i samog vodstva grupe, koji zadnje večeri bježi s dijelom dinamita i tehnikom za aktiviranje eksploziva, te skoro upropaštava cijelu misiju. Pablo se ipak sutra ujutro vraća s pojačanjem, tako povećavajući njihovu šansu za uspjehom, ali žice i kutiju za eksploziv je bacio u rijeku pa im tako ostaje samo dinamit, koji moraju aktivirati ručnom bombom, na puno teži i opasniji način. Jordan uspijeva uništiti most, ali Anselmo i još nekoliko ljudi iz grupe umire u akciji, a Jordan je ranjen, slomljena mu je noga. Kako zna da ne može bježati u takvom stanju, govori ostalima da odu bez njega. Umjesto samoubojstva on bira pomoći ostalima, želeći usporiti fašiste ubojstvom njihova časnika, u čemu i uspijeva. Roman završava u trenutku kad se časnik uspinje uz brdo, a Jordan ga je naciljao.

## Teme romana
Glavna tema je smrt, ona povezuje sve likove, jer su svi na neki način iskusili smrt u ratu, bilo da se radi o ubijenim roditeljima (Maria i Joaquin), ubojstvima od vlastite ruke (Pablo i Robert) ili strahu za vlastiti život koji većina likova proživljava u određenoj mjeri. Samoubojstvo ili borba do smrti jedine su prihvatljive opcije u slučaju poraza, nema izlaza.
Sva ta ubijanja, mučenja, silovanja predstavljaju ratnu zbilju koja stvara u čitatelju doživljaj tjeskobe, tragedije i besmislenosti rata.
Rat je također jedna važna tema, blisko vezana uz smrt. Nema polarizacije dobri-zli, i komunisti i fašisti na kraju čine iste zločine, a i s obje strane ima dobrih i loših ljudi, o tome Jordan mnogo razmišlja i raspravlja s Anselmom.
Tu je i ljubav kao paralelna priča ratnim zbivanjima, o kratkotrajnoj ali intenzivnoj vezi Roberta i Marie. No, unatoč svim svojim naporima, Robert Jordan i Maria ne mogu se oduprijeti sudbini, nesretno se razdvajaju na kraju romana.

## Ekranizacija
1943. snimljen je film For Whom the Bell Tolls prema istoimenom romanu.
Režija: Sam Woods; Scenarij: Dudley Nichols; Glavne uloge: Gary Cooper (Robert Jordan), Ingrid Bergman (Maria), Akim Tamiroff (Pablo), Katina Paxinou (Pilar), Vladimir Sokoloff (Anselmo).
Film je osvojio Oscara za najbolju sporednu žensku ulogu i 2 Zlatna Globusa za najboljeg sporednog glumca i glumicu.

## Unutarnje poveznice
- Dodatak:Le Mondeovih 100 knjiga stoljeća

## Vanjske poveznice
- Kome zvono zvoni - film